# キアヌ・リーブス
キアヌ・チャールズ・リーブス（Keanu Charles Reeves, 1964年9月2日 - ）は、カナダの俳優・ロックバンド「ドッグスター」のメンバー。俳優としての代表作は『スピード』や『マトリックス』シリーズ、『ジョン・ウィック』シリーズなど。

## 来歴

### 俳優
レバノンで生まれ、カナダのトロントで育った。9歳のとき、演劇『くたばれ!ヤンキース』で舞台出演。本人は少年時代を振り返り「僕はサニー・チバ（千葉真一）の映画とともに育ったようなものなんだ」と語っている。この頃の影響がアクション映画への思い入れとなっていく。
1989年に主演を務めたコメディ映画『ビルとテッドの大冒険』がヒット、続編も制作され、キアヌは「テッド役の 20代の俳優」として世間に認知されるようになる。1991年にはパトリック・スウェイジとの共演で『ハートブルー』、そして親友のリヴァー・フェニックスと共に『マイ・プライベート・アイダホ』に出演した。
1994年の映画『スピード』の大ヒットにより国際的スターとなった。続く『スピード2』にも出演オファーがあったが　『ディアボロス/悪魔の扉』と『死にたいほどの夜』に専念するために断っている。
1999年の映画『マトリックス』が世界的に大ヒットし再ブレイク、3部作に主演し、人気を不動のものとした。
2014年に、米中合作映画『ファイティング・タイガー』でメインキャストとして出演するとともに監督デビューした。また、同年には伝説の殺し屋役に扮したアクション作『ジョン・ウィック』が公開。大ヒットを記録してシリーズ化された（2023年現在第4作までが公開。スピンオフ作品製作決定）。
2020年には、出世作『ビルとテッド』シリーズの約30年ぶりとなる最新作、『ビルとテッドの時空旅行 音楽で世界を救え!』が公開された。
2021年12月には、代表作の一つである『マトリックス』シリーズの続編『マトリックス レザレクションズ』が公開、約18年ぶりに主役のトーマス・A・アンダーソン / ネオを演じた。同年、コミック『BRZRKR』出版を予定しており、これに基づき主演した映画をNetflixで配信予定である。さらにこれに基づくアニメシリーズでは声優を務める予定である。

### 音楽
1991年に結成されたグランジ・ロック・バンドの「ドッグスター」ではベースを担当し、好んでフェンダー製のプレシジョン・ベースを弾いている。
商業的には決して大きなものはなく、同バンドはアルバム2枚を発表したが、2002年10月の来日公演を最後に活動休止した。その公演は岡山県倉敷市で行われ、1万人以上の観客を集めた。その後、キアヌは「ベッキー」という別のバンドでもベースを弾いていたが、2006年には音楽活動を取りやめたことが報じられた。
2022年にドッグスターは活動を再開し、2023年5月のアメリカでのライブを封切りに、9月には大阪・横浜で来日公演をした。

#### ミュージック・ビデオ
1991年にはポーラ・アブドゥルの「あふれる想い」のミュージックビデオに相手役として出演。

## 人物

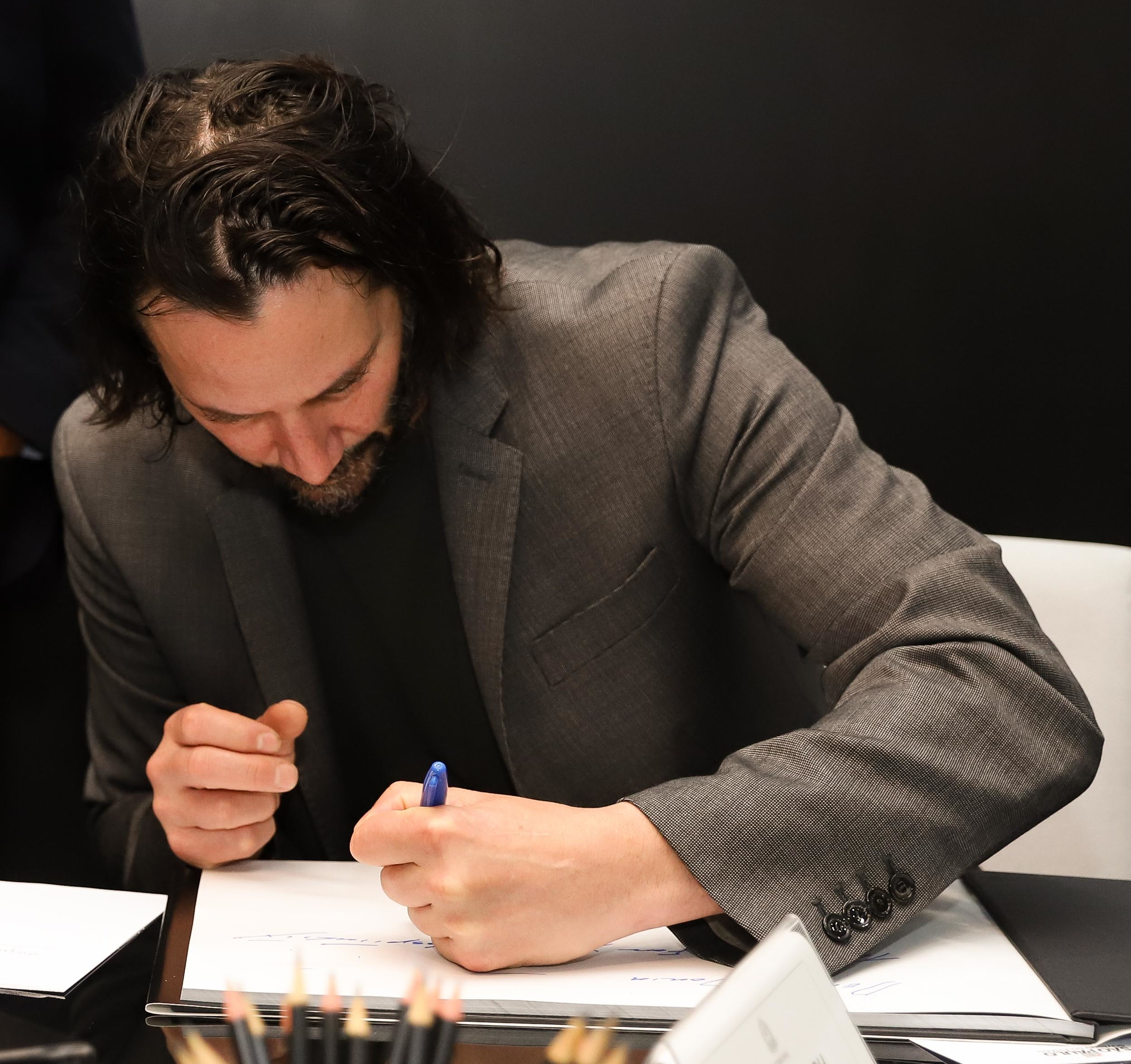
2019年、サンパウロにてサインするキアヌ・リーブス。彼は左利きである。

### 好尚
上述のとおり千葉真一の熱狂的なファンで、「（千葉主演の）『激突! 殺人拳』からアクションと芝居を学んだ。僕は映画用のカンフーならできるけど、サニー千葉は実際に人をボコボコにできる。情熱を感じる」と受けた影響を語っており、主演映画『ジョン・ウィック』のプロモーションで来日した2015年10月に千葉と待望の対面を果たした際には、"Oh my god!" を連発。千葉へ低頭しながら「ハジメマシテ、マエストロ（巨匠）！」と固い握手を交わし、挨拶した。キアヌは「あなたはキャラクターを演じるだけでなく、そこにアクションを盛り込んだ。屈強なキャラクターにもあなたが演じると心が感じられる」と身振り手振りを交えながら、終始嬉しそうに大はしゃぎの様子だった。
日本文化好きでも知られ、帝国ホテルが大のお気に入りである。映画『JM』では「洗濯を頼みたい。帝国ホテルで頼むような洗濯だ。東京の……」というアドリブを入れた。ラーメンが大好きで、中でも味噌ラーメンがお気に入りである。来日した時には必ずラーメン屋に立ち寄り、ハシゴすることもしばしばで贔屓の店まである。
キアヌは残りの人生で最も聴きたい曲はどれか？の質問に対し、何度か呻きながら首を振った後、イアン・カーティスが亡くなった翌月にリリースされたジョイ・ディヴィジョンの“Love Will Tear Us Apart”を挙げている。
オートバイ好きでレースに出場することも多く、ノートン製のバイク（コマンド750、コマンド850）2台の他、ハーレー・ダヴィッドソン、オフロード用のバイクなど複数台のバイクを所有しており、バイクに乗る姿が目撃されている。一方で転倒や事故も数回起こしており、特に『マトリックス』のクランクイン前に首や脊椎を痛める大事故を起こし、手術が必要なほどの重傷を負った。術後、首にギプスをしたまま映画のアクションシーンの訓練をしている姿が『マトリックス』の特典映像にも見られた。車は黒いポルシェを所有しているが、友人と出かける時に乗る程度で埃をかぶっていることが多いらしい。『マトリックス』三部作が完結したあと、「映画の成功は特殊効果チームのおかげ」と言い、映画に関わったクリエーターたち全員にハーレー・ダヴィッドソンをプレゼントしたという逸話もある。2015年7月26日に開催された鈴鹿8時間耐久ロードレースのために来日し、決勝日前に自身がプロデュースしている『Arch Motorcycle』を繰ってサーキットを疾走した。レース当日にも前日同様に自らのマシンでサーキットを走った上、8耐レースのスターターとしてスターティングフラッグを振り、鈴鹿サーキット内でトークショーも開催した。
映画『リトル・ブッダ』では、ゴータマ・シッダールタ役を演じたが、キアヌ本人は仏教に関心はあるとしつつ無宗教であると述べている。

### 家族
父はハワイ出身のアメリカ人地質学者、父方の祖母は中国系ハワイアンであり、キアヌは中国美術や中華料理などに囲まれながら育ったという。母はイングランド人の元ダンサー、デザイナー。キアヌという名前はハワイ語で「山からの涼風」もしくは「絶えず神の意識に集中する者」という意味を持ち、叔父のヘンリー・キアヌ・リーブスにちなんで付けられた。
妹のキムは、白血病のためハワイのコンドミニアムで医師による24時間体制の看護の下で療養生活を送っていたが、現在は寛解している。また、キムのほかに異父妹カリーナ・ミラー（1976年、トロント生まれ）と、異母妹エマ・ローズ・リーブス（1980年、ハワイ生まれ）がいる。
ジェニファー・マリア・サイム（アメリカの女優、レコード会社重役）と1998年から交際していたが、1999年12月に娘が死産となった後、2000年初頭に破局。のち、リーブスと再会した直後の2001年4月2日、運転していたジープで駐車していた自動車に突っ込み、28歳で亡くなった。

### 生い立ち
幼少期は世界各地を転々としながら、母親の再婚相手と共に生活するという不安定なものであった。1966年の離婚後、母は衣装デザイナーの職に就き、最初はオーストラリア、続いてニューヨークシティへと移り住んだ。そこで母はハリウッドとブロードウェーの監督のポール・アーロンと出会い、再婚する。しかし、家族で移り住んだ先のトロントで1971年に離婚した。1976年に実業家のロバート・ミラーと再々婚するも、1980年に離婚する。4番目の夫である美容師のジャック・ボンドとは、1994年に結婚生活の終わりを迎えている。両親に代わって、祖父母とナニー（ベビーシッター兼ホームスクールの先生）が、キアヌとキムの面倒を見た。
キアヌは主にトロントで育ったが、5年間に4つの高校に通っている。そのうちの一校Etobicoke School of the Artsでは退学処分を受けている。その理由について彼は「だって、僕はだらしなくて落ち着かない生徒だったからね。少々やんちゃで、嘘をつき過ぎた。端的に言って素行のいい生徒じゃなかった。恐らくみんなの足を引っ張る存在だったんだね」と語っている。キアヌはアイスホッケーにおいて優れた能力を発揮する一方、失読症により学業に苦労したが、シェークスピアなどの戯曲に惹かれ演劇に強い関心を持つようになった。通った高校のうちのもう一校De La Salle College "Oaklands"では、ゴールテンダーとして活躍した。仲間は彼を「The Wall（壁）」と呼び、投票で最優秀選手に選出した。当時のキアヌにとっては、冬季オリンピックのアイスホッケーカナダ代表の選手になることが一番の夢であったが、怪我によりその道は断たれた。その後、俳優業と並行して通えるフリースクールに入るも中退する。結局、高校教育を修了することはなかった。

### 人柄

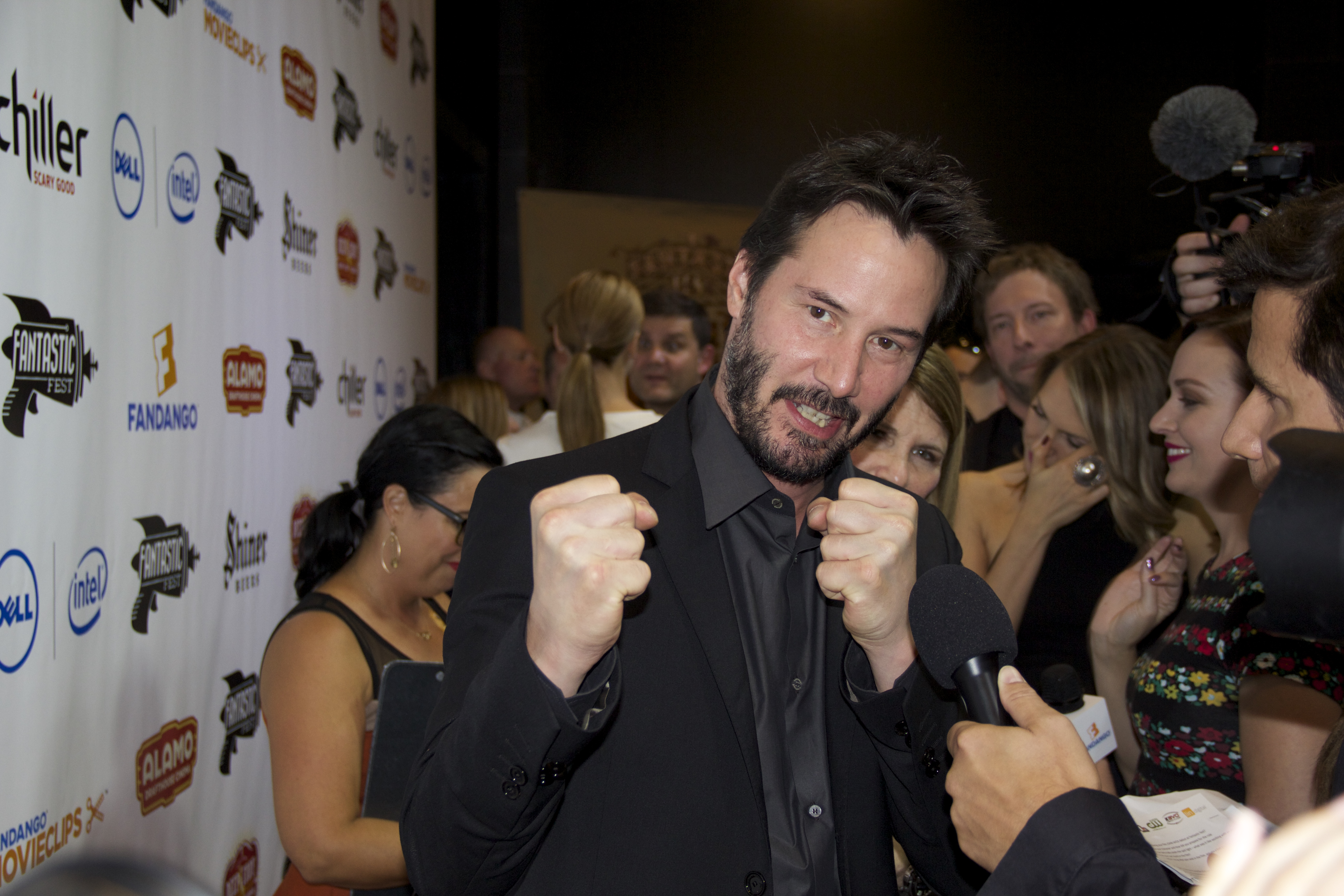
2014年のファンタスティック・フェストでのキアヌ

アメリカの一部メディアで、キアヌの性的指向について「ゲイ、バイセクシャル」、「ゲフィン・レコードの社長と同性結婚」などと報道されたことがある。しかし、この時期の前後に『マイ・プライベート・アイダホ』という同性愛を描いた映画に出演したことが、これらの記事にも影響を与えた可能性があるともいわれる。それらの報道に対しては、否定も肯定もせずノーコメントを通し、本人は「ここで僕が『疑惑』を否定したら、それが（ゲイやバイセクシュアルが）悪いことのようじゃないか」と語っている。
「聖人」と呼ばれるほどの人格者で知られており、2010年代後半になるとキアヌの聖人エピソードがインターネット・ミームとまでなっている。その「聖人」ぶりから、結果的にどの役を演じてもキアヌ本人の人柄が落とし込まれるようになっている。
代表作としても知られる映画「マトリックス」で得た報酬の70％をガン研究に寄付していたことからも、キアヌの人柄がうかがえる。

### チャリティ
ギャラの大部分は小児科病院や癌治療の研究などへ寄付している。

## フィルモグラフィ
※役名の太字表記は主演。

### 映画

#### 劇場公開映画
| 年   | 題名                                                                            | 役名                                     | 備考                                                                                        | 吹替                                            |
| ---- | ------------------------------------------------------------------------------- | ---------------------------------------- | ------------------------------------------------------------------------------------------- | ----------------------------------------------- |
| 1986 | 栄光のエンブレム Youngblood                                                     | ヒーヴァー                               |                                                                                             | （吹替版なし）                                  |
| 1986 | ドリーム・トゥ・ビリーヴ Flying                                                 | トミー・ワーニック                       | 別題『栄光へのフィニッシュ』 日本劇場未公開                                                 | （吹替版なし）                                  |
| 1986 | リバース・エッジ River's Edge                                                   | マット                                   |                                                                                             | （吹替版なし）                                  |
| 1988 | ミッドナイトをぶっとばせ! The Night Before                                      | ウィンストン・コネリー                   | 日本劇場未公開                                                                              | （吹替版なし）                                  |
| 1988 | パーマネント・レコード Permanent Record                                         | クリス・タウンセンド                     | 日本劇場未公開                                                                              | （吹替版なし）                                  |
| 1988 | 旅立ちの季節/プリンス・オブ・ペンシルバニア The Prince of Pennsylvania          | ルパート・マーシェッタ                   |                                                                                             | （吹替版なし）                                  |
| 1988 | 危険な関係 Dangerous Liaisons                                                   | ル・シュヴァリエ・ラファエル・ダンスニー | 島田敏                                                                                      |                                                 |
| 1989 | ビルとテッドの大冒険 Bill & Ted's Excellent Adventure                           | テッド・“セオドア”・ローガン             | 越川大介                                                                                    |                                                 |
| 1989 | バックマン家の人々 Parenthood                                                   | トッド・ヒギンズ                         | 山口健（ソフト版） 成田剣（テレビ東京版）                                                   |                                                 |
| 1990 | 殺したいほどアイ・ラブ・ユー I Love You to Death                                | マーロン・ジェームズ                     | 井上和彦                                                                                    |                                                 |
| 1990 | ラジオタウンで恋をして Tune in Tomorrow                                         | マーティン・ローダー                     | （吹替版なし）                                                                              |                                                 |
| 1991 | Providence                                                                      | エリック                                 | N/A                                                                                         |                                                 |
| 1991 | ハートブルー Point Break                                                        | ジョン・“ジョニー”・ユタ                 | 堀内賢雄（ソフト版） 宮本充（日本テレビ版）                                                 |                                                 |
| 1991 | ビルとテッドの地獄旅行 Bill & Ted's Bogus Journey                               | テッド・“セオドア”・ローガン             | 井上和彦（ソフト版） 高木渉（テレビ東京版）                                                 |                                                 |
| 1991 | マイ・プライベート・アイダホ My Own Private Idaho                               | スコット・ファーヴァー                   | 宮本充                                                                                      |                                                 |
| 1992 | ドラキュラ Bram Stoker's Dracula                                                | ジョナサン・ハーカー                     | 平田広明（旧ソフト版） 平川大輔（新ソフト版） 宮本充（テレビ朝日版）                        |                                                 |
| 1993 | ミュータント・フリークス Freaked                                                | ドッグボーイ                             | カメオ出演（クレジットなし）                                                                | （吹替版なし）                                  |
| 1993 | から騒ぎ Much Ado About Nothing                                                 | ドン・ジョン                             |                                                                                             | 江原正士                                        |
| 1993 | Poetic Justice                                                                  | ホームレスの男                           | クレジットなし                                                                              | N/A                                             |
| 1993 | カウガール・ブルース Even Cowgirls Get the Blues                                | ジュリアン・ギッチェ                     |                                                                                             | （吹替版なし）                                  |
| 1993 | リトル・ブッダ Little Buddha                                                    | シッダールタ王子 / ブッダ                | 松橋登                                                                                      |                                                 |
| 1994 | スピード Speed                                                                  | ジャック・トラヴェン                     | 山寺宏一（ソフト版） 江原正士（フジテレビ版） 宮本充（テレビ朝日版） 堀内賢雄（機内上映版） |                                                 |
| 1995 | JM Johnny Mnemonic                                                              | ジョニー・“ニモニック”・スミス           | 宮本充                                                                                      |                                                 |
| 1995 | 雲の中で散歩 A Walk in the Clouds                                               | ポール・サットン                         | 山寺宏一                                                                                    |                                                 |
| 1996 | チェーン・リアクション Chain Reaction                                           | エディ・カサリヴィッチ                   | 山寺宏一（ソフト版） 森川智之（テレビ朝日版） 宮本充（日本テレビ版）                        |                                                 |
| 1996 | フィーリング・ミネソタ Feeling Minnesota                                        | ジャックス・クレイトン                   | 宮本充                                                                                      |                                                 |
| 1997 | 死にたいほどの夜 The Last Time I Committed Suicide                              | ハリー                                   | 堀内賢雄                                                                                    |                                                 |
| 1997 | ディアボロス/悪魔の扉 The Devil's Advocate                                      | ケヴィン・ロマックス                     | 堀内賢雄（ソフト版、日本テレビ版）                                                          |                                                 |
| 1999 | マトリックス The Matrix                                                         | トーマス・アンダーソン / ネオ            | 小山力也（ソフト版） 森川智之（フジテレビ版） 宮本充（機内上映版）                          |                                                 |
| 1999 | Me and Will                                                                     | 本人                                     | カメオ出演（クレジットなし）                                                                | N/A                                             |
| 2000 | リプレイスメント The Replacements                                               | シェーン・ファルコ                       |                                                                                             | 森川智之                                        |
| 2000 | ザ・ウォッチャー The Watcher                                                    | デヴィッド・アレン・グリフィン           | 森川智之（ソフト版） 小山力也（テレビ東京版）                                               |                                                 |
| 2000 | ギフト The Gift                                                                 | ドニー・バークスデール                   | 大塚明夫                                                                                    |                                                 |
| 2001 | スウィート・ノベンバー Sweet November                                           | ネルソン・モス                           | 森川智之                                                                                    |                                                 |
| 2001 | 陽だまりのグラウンド Hardball                                                   | コナー・オニール                         | 小山力也                                                                                    |                                                 |
| 2003 | マトリックス リローデッド The Matrix Reloaded                                   | トーマス・アンダーソン / ネオ            | 小山力也（劇場公開版） 森川智之（フジテレビ版）                                             |                                                 |
| 2003 | アニマトリックス The Animatrix                                                  | トーマス・アンダーソン / ネオ            | 声の出演                                                                                    | 平田広明                                        |
| 2003 | マトリックス レボリューションズ The Matrix Revolutions                          | トーマス・アンダーソン / ネオ            |                                                                                             | 小山力也（劇場公開版） 森川智之（フジテレビ版） |
| 2003 | 恋愛適齢期 Something's Gotta Give                                               | ジュリアン・マーサー                     | 山野井仁                                                                                    |                                                 |
| 2005 | コンスタンティン Constantine                                                    | ジョン・コンスタンティン                 | 小山力也（ソフト版） 森川智之（テレビ朝日版）                                               |                                                 |
| 2005 | サムサッカー Thumbsucker                                                        | ペリー・ライマン                         | 森川智之                                                                                    |                                                 |
| 2005 | ナオミ・ワッツ プレイズ エリー・パーカー Ellie Parker                           | 本人                                     | カメオ出演                                                                                  | （吹替版なし）                                  |
| 2006 | スキャナー・ダークリー A Scanner Darkly                                         | フレッド / ボブ・アークター              |                                                                                             | 小山力也                                        |
| 2006 | イルマーレ The Lake House                                                       | アレックス・ワイラー                     | 森川智之                                                                                    |                                                 |
| 2008 | フェイク シティ ある男のルール Street Kings                                     | トム・ラドロー巡査                       | 森川智之                                                                                    |                                                 |
| 2008 | 地球が静止する日 The Day the Earth Stood Still                                  | クラトゥ                                 | 森川智之                                                                                    |                                                 |
| 2009 | 50歳の恋愛白書 The Private Lives of Pippa Lee                                   | クリス・ナドー                           | 内田夕夜                                                                                    |                                                 |
| 2010 | フェイク・クライム Henry's Crime                                                | ヘンリー・トーン                         | 森川智之                                                                                    |                                                 |
| 2012 | サイド・バイ・サイド フィルムからデジタルシネマへ Side by Side                  | 本人                                     | 兼製作                                                                                      | （吹替版なし）                                  |
| 2012 | シークレット・パーティー Generation Um...                                       | ジョン                                   |                                                                                             | 土田大                                          |
| 2013 | ファイティング・タイガー Man of Tai Chi（米）/ 太極侠（中）                     | ドナカ・マーク                           | 兼監督                                                                                      | 小山力也                                        |
| 2013 | 47RONIN 47 Ronin                                                                | カイ                                     |                                                                                             | 森川智之                                        |
| 2014 | ジョン・ウィック John Wick                                                      | ジョン・ウィック                         |                                                                                             | 森川智之                                        |
| 2015 | ノック・ノック Knock Knock                                                      | エヴァン                                 | 兼製作総指揮                                                                                | 森川智之                                        |
| 2016 | エクスポーズ 暗闇の迷宮 Exposed                                                 | スコット・ガルバン刑事                   | 兼製作                                                                                      | 森川智之                                        |
| 2016 | キアヌ Keanu                                                                    | キアヌ                                   | 声の出演 カメオ出演 日本劇場未公開                                                          | （吹替版なし）                                  |
| 2016 | ネオン・デーモン The Neon Demon                                                 | ハンク                                   |                                                                                             | 楠大典                                          |
| 2016 | 砂上の法廷 The Whole Truth                                                      | リチャード・ラムゼイ                     | [ 25 ]                                                                                      | 森川智之                                        |
| 2017 | ジョン・ウィック:チャプター2 John Wick: Chapter Two                             | ジョン・ウィック                         |                                                                                             | 森川智之                                        |
| 2017 | A Happening of Monumental Proportions                                           | ボブ                                     | カメオ出演                                                                                  | N/A                                             |
| 2017 | SPF-18                                                                          | 本人                                     | カメオ出演                                                                                  | 森川智之                                        |
| 2018 | ブルー・ダイヤモンド Siberia                                                    | ルーカス・ヒル                           | 兼製作                                                                                      | 森川智之                                        |
| 2018 | おとなの恋は、まわり道 Destination Wedding                                      | フランク                                 |                                                                                             | 森川智之                                        |
| 2018 | レプリカズ Replicas                                                             | ウィリアム・フォスター                   | 兼製作                                                                                      | 森川智之                                        |
| 2019 | ジョン・ウィック:パラベラム John Wick: Chapter 3 - Parabellum                   | ジョン・ウィック                         |                                                                                             | 森川智之                                        |
| 2019 | トイ・ストーリー4 Toy Story 4                                                   | デューク・ カブーン                      | 声の出演                                                                                    | 森川智之                                        |
| 2019 | Already Gone                                                                    | N/A                                      | 製作総指揮                                                                                  | N/A                                             |
| 2020 | スポンジ・ボブ: スポンジ・オン・ザ・ラン The SpongeBob Movie: Sponge on the Run | セージ                                   | カメオ出演                                                                                  | 森川智之                                        |
| 2020 | ビルとテッドの時空旅行 音楽で世界を救え! Bill & Ted Face the Music              | テッド・“セオドア”・ローガン             |                                                                                             | 森川智之                                        |
| 2021 | マトリックス レザレクションズ The Matrix Resurrections                          | トーマス・アンダーソン / ネオ            | 小山力也                                                                                    |                                                 |
| 2022 | DC がんばれ!スーパーペット DC League of Super-Pets                              | ブルース・ウェイン / バットマン          | 声の出演                                                                                    | 山寺宏一                                        |
| 2023 | ジョン・ウィック:コンセクエンス John Wick: Chapter 4                            | ジョン・ウィック                         |                                                                                             | 森川智之                                        |
| 2024 | ソニック×シャドウ TOKYO MISSION Sonic the Hedgehog 3                            | シャドウ・ザ・ヘッジホッグ               | 声の出演                                                                                    | 森川智之                                        |
| 2025 | バレリーナ:The World of John Wick From the World of John Wick: Ballerina        | ジョン・ウィック                         | 兼製作総指揮                                                                                | TBA                                             |
| 2025 | Good Fortune                                                                    | ガブリエル                               |                                                                                             | TBA                                             |
| TBA  | Outcome                                                                         | Reef Hawk                                |                                                                                             | TBA                                             |
| TBA  | Constantine 2                                                                   | ジョン・コンスタンティン                 |                                                                                             | TBA                                             |
| TBA  | BRZRKR                                                                          | バーサーカー                             |                                                                                             | TBA                                             |
| TBA  | The Entertainment System Is Down                                                | TBA                                      |                                                                                             | TBA                                             |

#### テレビ映画
| 年   | 題名                                               | 役名                                      | 備考           | 吹替           |
| ---- | -------------------------------------------------- | ----------------------------------------- | -------------- | -------------- |
| 1985 | Letting Go                                         | 学生                                      |                | N/A            |
| 1986 | Act of Vengeance                                   | ブディ・マーティン                        | N/A            |                |
| 1986 | リンゼイ・ワグナーのヤング・アゲイン Young Again   | 17歳の時のマイク・ライニー                | （吹替版なし） |                |
| 1986 | ザ・ブラザーフッド Brotherhood of Justice          | デレク                                    | （吹替版なし） | 別題『愚か者』 |
| 1986 | アンダー・ブルー Under the Influence               | エディ・タルボット                        | （吹替版なし） |                |
| 1986 | おもちゃの国のクリスマス Babes in Toyland          | ジャック・フェントン / ジャック・ニンブル | 堀内賢雄       |                |
| 1989 | 熱砂の恋/アヴァンチュール・サマー Life Under Water | キップ                                    | （吹替版なし） |                |

#### WEB配信映画
| 年   | 題名                                                                      | 役名                     | 配信局  | 吹替     |
| ---- | ------------------------------------------------------------------------- | ------------------------ | ------- | -------- |
| 2016 | マッドタウン The Bad Batch                                                | ドリーム                 | Netflix | 森川智之 |
| 2017 | 心のカルテ To the Bone                                                    | ウィリアム・ベッカム医師 | Netflix | 森川智之 |
| 2019 | いつかはマイ・ベイビー Always Be My Maybe                                 | 本人                     | Netflix | 森川智之 |
| 2019 | ビトウィーン・トゥ・ファーンズ: ザ・ムービー Between Two Ferns: The Movie | 本人                     | Netflix | 森川智之 |

### 短編映画
| 年   | 題名          | 役名           |
| ---- | ------------- | -------------- |
| 1985 | One Step Away | ロン・ペトリー |

### テレビシリーズ

#### テレビドラマ
| 年   | 題名                                                  | 役名                 | 備考       |
| ---- | ----------------------------------------------------- | -------------------- | ---------- |
| 2016 | スウィディッシュ・ディックス 私立探偵社 Swedish Dicks | テックス・ジョンソン | ゲスト出演 |

#### WEB配信ドラマ
| 年  | 題名                            | 役名 | 配信局             | 備考       |
| --- | ------------------------------- | ---- | ------------------ | ---------- |
| TBA | John Wick: Under The High Table | N/A  | Amazon Prime Video | 製作総指揮 |

#### WEB配信アニメシリーズ
| 年   | 題名                              | 役名       | 配信局             | 備考                                                                              | 吹替     |
| ---- | --------------------------------- | ---------- | ------------------ | --------------------------------------------------------------------------------- | -------- |
| 2024 | シークレット・レベル Secret Level | パイロット | Amazon Prime Video | アンソロジーシリーズ 第8話「アーマード・コア ～アセット・マネジメント～」にて出演 | 森川智之 |

## ゲーム
※役名の太字表記は主人公。
| 年   | 題名                              | 役名                         | 備考                            | 吹替     |
| ---- | --------------------------------- | ---------------------------- | ------------------------------- | -------- |
| 2003 | ENTER THE MATRIX Enter the Matrix | トーマス・アンダーソン/ ネオ | 声の出演 モーションキャプチャー |          |
| 2020 | サイバーパンク2077 Cyberpunk 2077 | ジョニー・シルヴァーハンド   | 声の出演 モーションキャプチャー | 森川智之 |

## 日本語吹き替え
主に担当しているのは、以下の三人である。
森川智之
1999年放送の『チェーン・リアクション』（テレビ朝日『日曜洋画劇場』版）で初担当。最も多く吹き替えている。近年では実写作品の他にも『トイ・ストーリー4』やゲーム『サイバーパンク2077』などでも吹き替えを担当し、ほぼ専属となっていることから「キアヌ声優」と評されることもある。森川自身はキアヌを演じる際に意識していることについては「彼の喋りや呼吸、骨格をイメージすると、自然と雰囲気が出来上がる」と話している。2015年に『ジョン・ウィック』のプロモーションでキアヌが来日した際に対面を果たしており、「これからも森川さんお願いします」と言われたことをブログで明かしている。また自身も2016年から野原ひろし（二代目）としてレギュラー出演しているアニメ『クレヨンしんちゃん』（第1132話「オラの掃除機はかっこいいゾ」）でもキアヌを模したキャラクターの声を担当。
小山力也
『マトリックス』（ソフト版）で初担当。森川の次に多く吹き替えており、ワーナー・ブラザース配給作品を中心に、同シリーズ全作のほか『コンスタンティン』などの代表作も担当したことで「キアヌ・リーブスといえば小山力也」とも評されるほどに認知され、森川同様に「キアヌ声優」と評されることがある。キアヌについて小山は「子供がそのまま大人になったような方。素直で、誰に対しても裏表がなく、心のキレイな方」と評している。演じる際にはキアヌの繊細な演技を潰さないように気をつけているといい、初担当となった『マトリックス』シリーズは自身の代表作であると同時に絶対に忘れられない作品であるために、今でも時折見返して明日に繋げていると述べている。同シリーズのトリロジーから長いブランクを経て公開された4作目『マトリックス レザレクションズ』でも吹き替えを続投した。今後キアヌとの対面の機会が出来た際には「幼少期のことなどを聞いて、何か一つでも人生のヒントが得られたら嬉しいですね」とも話している。なお、フジテレビの『私のバカせまい史 海外スターお忍びグルメ史！』では来日したキアヌが『九州じゃんがら』に来店し、ラーメンを食べる様子を小山が吹き替える一幕もあった。
宮本充
1993年放送の『ハートブルー』（日本テレビ『金曜ロードショー』版）で初担当。上記二名に次いで多く吹き替えており、主にデビュー初期の作品を担当。90年代におけるキアヌのフィックスとして定着していた。「宮本キアヌ」と呼称されることがある。初担当となった『ハートブルー』を劇場で鑑賞した際には「なんて綺麗な俳優だろう」とキアヌの整った容姿に驚いたといい、まさか自分が吹き替えを担当するようになるとは想像もしなかったという。『スピード』（テレビ朝日『日曜洋画劇場』版、日本語吹替完全版Blu-rayBOX収録）は評価が高く、同作は宮本自身も当時必死に演じた思い出深い作品であり、現在も台本を保存しているとのこと。上記の小山とは親交があり、ラジオCD「TVアニメ『血界戦線＆BEYOND』技名を叫んでから殴るラジオVol.2」では両者がキアヌを吹き替えていることについて触れたトークが展開されている。
このほかにも、堀内賢雄、山寺宏一、平田広明、井上和彦、江原正士、松橋登なども声を当てている。